# Onoré à huppe blanche
Tigriornis leucolopha, Tigriornis
Genre
Espèce
Synonymes
- Tigriornis leucolophus (Jardine, 1846)[2]

Répartition géographique
Statut de conservation UICN

 LC  : Préoccupation mineure
L'Onoré à huppe blanche (Tigriornis leucolopha), unique représentant du genre monotypique Tigriornis, est une espèce d'oiseaux de la famille des Ardeidae.

## Répartition
Cet oiseau vit en Afrique équatoriale.

## Alimentation
Il se nourrit de petits poissons, de crustacés, de crabes d'eau douce, d'araignées, d'insectes, de grenouilles, de serpents et de lézards.